# Variacions Kakadu
Les Variacions Kakadu en sol major, Op. 121, són una sèrie de deu variacions de Ludwig van Beethoven sobre l'ària Ich bin der Schneider Kakadu de l'òpera Die Schwestern von Prag de Wenzel Müller escrites per a piano, violí i violoncel (trio per a piano).

## El tema:Ich bin der Schneider Kakadu
Die Schwestern von Prag (Les germanes de Praga), un singspiel còmic de Wenzel Müller, fou creat a Viena l'any 1794. Una de les àries més populars de l'obra és Ich bin der Schneider Kakadu (Sóc Kakadu el sastre) i va ser escollida per Beethoven com a tema d'unes ambicioses variacions d'aquest trio per a piano.

## Composició
Els primers esbossos d'aquestes variacions daten probablement de 1801. · . El 27 d'agost de 1803, Kaspar van Beethoven, el germà del compositor, oferí a Breitkopf & Härtel diverses obres entre les quals hi havia aquestes variacions per a piano, violí i violoncel.
L'òpera de Wenzel tornà a ser representada els anys 1806, 1813 i 1814, fet que probablement va animar Beethoven a revisar la seva partitura. Va adaptar aquestes variacions compostes anys abans, tot afegint nous recursos musicals d'acord amb les seves composicions per a piano més recents. Considerant aquesta obra digna d'interès, Beethoven va escriure el 19 de juliol de 1816 a l'editor Härtel de Leipzig, perquè publiqués les "Variacions amb una introducció i un suplement (la coda) sobre un tema il·lustrr de Müller". Les variacions serien publicades finalment per Steiner a Viena l'any 1824.

## Estructura
Aquesta obra presenta la següent estructura: 
- Introducció, Adagio assai
- Thema, Allegretto
- Variacions I-X
- Allegretto (coda).

La seva execució dura aproximadament 18 minuts.
La imponent introducció, exageradament ombrívola (en sol menor), sembla anunciar una música molt seriosa i dramàtica. Però, poc després, emergeix el tema, jovial, en mode major, que mostra un caràcter més aviat refinat i espiritual.
La variació segueix essencialment el tall tradicional. La cinquena variació presenta textures contrapuntístiques i la setena, un duet delicat amb imitacions entre el violí i el violoncel. Les variacions desmunten el tema més que no pas no l'adornen.
Després d'una variació en Adagio, en mode menor, arriba la núm. 9, desbordant, plena de cromatisme, amb referències a la introducció. Finalment, una variació animada en compàs 6/8, que porta a una coda llarga i capritxosa que tracta el tema de Müller amb una fuga.

## Discografia
- Alfred Cortot piano, Jacques Thibaud violí, Pau Casals violoncel, 1926 (Naxos)
- Beaux Arts Trio, 1965 (Philips)
- Daniel Barenboim piano, Pinchas Zukerman violí, Jacqueline du Pré violoncel, 1969 (EMI Classics)
- Wilhelm Kempff piano, Henryk Szeryng violí, Pierre Fournier violoncel, 1970 (DG)
- Vladímir Aixkenazi piano, Itzhak Perlman violí, Lynn Harrell violoncel, 1984 (EMI Classics)
- The Florestan Trio, 2004 (Hyperion Rècords)
- Trio Wanderer, 2012 (Harmonia Mundi)